# Гідроксид срібла
Гідроксид срібла — неорганічна сполука, 
гідроксид срібла з формулою AgOH,
білий аморфний осад,
не розчиняється у воді. Проявляє амфотерні властивості. Речовина вкрай нестійка при його добуванні у водному середовищі за допомогою реакцій обміну і гідролізується водою до оксиду срібла (I). Проте в безводному метанолі або етанолі гідроксид срібла стійкий.

## Добування
- Реакція у безводному етанолі нітрату срібла(I) і гідроксиду калію:

{\displaystyle {\mathsf {AgNO_{3}+KOH\ {\xrightarrow {-45^{o}C}}\ AgOH\downarrow +KNO_{3}}}}
- Обережне додавання розчину аміаку до розчину солі срібла(I):

{\displaystyle {\mathsf {AgNO_{3}+NH_{3}{\cdot }H_{2}O\ {\xrightarrow {}}\ AgOH\downarrow +NH_{4}NO_{3}}}}

## Фізичні властивості
Гідроксид срібла утворює білий аморфний осад.
Не розчиняється у воді, р ДР = 8,3.

## Хімічні властивості
Проявляє амфотерні властивості:
- реагує з кислотними оксидами, наприклад, поглинає вуглекислий газ:

{\displaystyle {\mathsf {2AgOH+CO_{2}\ {\xrightarrow {}}\ Ag_{2}CO_{3}+H_{2}O}}}
- Реагує з сульфідами лужних металів з утворенням аргенатів Ag2O·3Na2O і Ag2O·2Na2O